# ألبرتو سوريانو
ألبرتو سوريانو (بالإسبانية: Alberto Soriano Thebas)‏ هو عالم موسيقى وملحن أرجنتيني، ولد في 5 فبراير 1915 في سانتياغو ديل استيرو في الأرجنتين، وتوفي في 16 أكتوبر 1981 في كونسبسيون ديل أوروغواي في الأرجنتين.

## وصلات خارجية
- ألبرتو سوريانو على موقع ميوزك برينز (الإنجليزية)
- ألبرتو سوريانو على موقع ديسكوغز (الإنجليزية)